# 賴利堡 (堪薩斯州)
賴利堡（英語：Fort Riley）是位於美國堪薩斯州吉里縣的一個人口普查指定地區。

## 人口
根據2020年美國人口普查的數據，賴利堡的面積為13.07平方千米，當中陸地面積為13.04平方千米，而水域面積為0.03平方千米。當地共有人口9230人，而人口密度為每平方千米706.2人。